# میهای مالایماره
میهای مالایماره (رومانیایی: Mihai Mălaimare؛ زادهٔ ۱۹۷۵) فیلم‌بردار اهل رومانی است.
از فیلم‌هایی که وی در آن‌ها نقش داشته‌است، می‌توان به جوانی بدون جوانی، تترو، قدم زدن میان قبرها، بی‌خواب، نفرتی که تو می‌کاری، جوجو خرگوشه و استاد اشاره نمود.